# Дунайские княжества
Дуна́йские кня́жества (Молдо-Валахия, Молдовлахия, рум. Principatele Dunărene, греч. Μολδοβλαχία) — термин, использующийся для обозначения княжеств Валахия и Молдова, существовавших в XIV—XIX веках.
В самих княжествах этот термин долго не употреблялся. Впервые был введён в обиход в Австрийской империи для их описания после подписания Кючук-Кайнарджийского мирного договора 1774 года.
В 1859 году княжества объединились в единое государство (Соединённые княжества Молдавии и Валахии), вассальное Османской империи.
После Войны за независимость в ходе Русско-турецкой войны 1877—1878 годов, Соединённые княжества в 1881 году были провозглашены Королевством Румыния.